# بيل ماكغراث
بيل ماكغراث هو لاعب كرة قدم أسترالية وسياسي أسترالي، ولد في 3 ديسمبر 1936 في Minyip ‏ في أستراليا، وتوفي في 22 أغسطس 2018. نشط حزبياً في الحزب الوطني الأسترالي. وقد انتخب عضو الجمعية التشريعية  في فيكتوريا ‏ عن دائرة Wimmera ‏ (3 أكتوبر 1992 – 17 سبتمبر 1999) وانتخب عضو الجمعية التشريعية  في فيكتوريا ‏ عن دائرة Electoral district of Lowan ‏ (5 مايو 1979 – 2 أكتوبر 1992).

## وصلات خارجية
- بيل ماكغراث على موقع AustralianFootball.com (الإنجليزية)
- بيل ماكغراث على موقع AFLtables.com (الإنجليزية)